# Days in Avalon
Days in Avalon è il sesto album del cantante statunitense Richard Marx, pubblicato nel 2000.

## Tracce
1. "Days In Avalon" (Marx) - 4:54
2. "Shine" (Marx) - 4:35
3. "Someone Special"  (Marx) - 4:13
4. "Almost Everything" (Marx, Bruce Gaitsch) 4:47
5. "The Edge of Forever" (Duet with Chely Wright) (Marx, Wright) - 4:21
6. "Power of You and Me" (Marx) - 3:42
7. "One More Time" (Marx) - 4:26
8. "Waiting on Your Love" (Marx, Waybill) - 4:27
9. "More Than a Mystery" (Marx) - 4:19
10. "Boy Next Door" (Marx) - 4:44
11. "Too Early Too Be Over" (Marx, Waybill) - 3:54
12. "Straight From My Heart" (Marx) - 4:42

## Singoli
| Anno | Traccia          | US A.C. |
| ---- | ---------------- | ------- |
| 2000 | "Days In Avalon" | 25      |